# باشگاه فوتبال دپورتیوا سئوتا
باشگاه فوتبال دپورتیوا سئوتا (انگلیسی: AD Ceuta FC) یک باشگاه فوتبال مستقر در سبته، اسپانیا است که در حال حاضر در پریمرا فدراسیون، سومین سطح لیگ فوتبال در این کشور به فعالیت می‌پردازد.
این باشگاه بازی‌های خانگی خود را در ورزشگاه آلفونسو موروبه مستقر در سبته، انجام می‌دهد که با ۶۵۰۰ صندلی گنجایش پذیرش تماشاگر دارد.

## تاریخچه
این باشگاه در سال ۱۹۵۶ پس از ادغام دو باشگاه سوسیداد دپورتیوو سئوتا و اتلتیکو تتوان تحت نام باشگاه ورزشی سئوتا تأسیس شد. در نهایت این باشگاه جای تِتُوان را در سگوندا دیویسیون گرفت و به مدت شش فصل در این دسته باقی ماند.
پس از یک سال حضور در ترسرا دیویسیون، اتلتیکو سئوتا به سگوندا دیویسیون بی بازگشت و پنج فصل دیگر را نیز در این دسته گذراند تا اینکه در سال ۱۹۶۸ به دسته پایین‌تر سقوط کرد. این باشگاه به‌طور متناوب بین سطوح چهارم و پنجم فوتبال اسپانیا نوسان داشت و مدت زمان کمی را در دسته بالاتر سپری کرد.
پس از صعود به دسته چهارم در سال ۲۰۱۲ به دلیل سقوط اداری، اتلتیکو سئوتا تلاش کرد تا با ای‌دی سئوتا ادغام شود و در نهایت موفق شد. با این حال، به دلیل بدهی‌های سنگین ای‌دی سئوتا، باشگاه با همان نام به کارش ادامه داد، اما با کادر و بازیکنان دپورتیوا سئوتا همکاری کرد.
در سال ۲۰۱۳، باشگاه به‌طور رسمی به باشگاه فوتبال دپورتیوا سئوتا تغییر نام داد و رنگ‌ها و لوگوی ای‌دی سئوتا را به ارث برد.
پس از فصل ۲۰۲۱–۲۰۲۰ در ترسرا دیویسیون، سئوتا با گل در وقت اضافه در فینال بازی‌های پلی‌آف صعود مقابل باشگاه فوتبال خرز به پیروزی رسید و به سگوندا دیویسیون بی صعود کرد، اما هنوز در سطح چهارم فوتبال اسپانیا بود. دپورتیوا سئوتا تنها یک فصل در آن لیگ ماندگاری داشت و با پیروزی ۲–۰ در فینال پلی‌آف مقابل صعود باشگاه ورزشی یونیون اداروه به پریمرا فدراسیون صعود کرد؛ این اولین بار بود که از سال ۱۹۷۰ در سطح سوم قرار می‌گرفت.
سرمربی تیم، چاس تروخیو که هدایت تیم در هنگام صعود را بر عهده داشت، در تاریخ ۱۹ سپتامبر ۲۰۲۲ پس از باخت در چهار بازی اول فصل ۲۰۲۳–۲۰۲۲ پریمرا فدراسیون برکنار شد. او توسط خوزه خوان رومرو در دور دوم خود در باشگاه اخراج شد. آن‌ها تیم باشگاه ورزشی ایبیزا از لا لیگا ۲ (۳–۲) و باشگاه فوتبال الچه از لا لیگا (۱–۰) را شکست دادند تا به بهترین عملکرد خود در دور یک‌شانزدهم نهایی کوپا دل ری در همان فصل دست یابند؛ در آنجا، آن‌ها در خانه ۵–۰ به بارسا باختند و حذف شدند. مهاجم تیم رودری فصل را با ۲۰ گل به پایان رساند که بیشترین تعداد در لیگ بود و توانست به مقام آقای گلی برسد.

### عملکرد کلی
باشگاه فوتبال دپورتیوا سئوتا در تاریخ خود (از سال ۱۹۶۴ تاکنون) عملکرد زیر را ثبت کرده است:
- ۳ فصل را در پریمرا فدراسیون گذرانده است.
- ۱۱ فصل را در سگوندا دیویسیون گذرانده است.
- ۱ فصل را در سگوندا فدراسیون گذرانده است.
- ۱۸ فصل را در ترسرا دیویسیون گذرانده است.

### پس زمینه باشگاه
- باشگاه ورزشی سئوتا — (۱۹۳۲–۱۹۴۱); در سال ۱۹۴۱ به «سوسیداد دپورتیوا سئوتا» تغییر نام داد.
- سوسیداد دپورتیوا سئوتا — (۱۹۴۱–۵۶); در سال ۱۹۵۶ با عناصر اسپانیایی تتوان ادغام شد و «باشگاه اتلتیکو د سئوتا» را تشکیل داد.

### نام‌های باشگاه
- "باشگاه اتلتیکو د سئوتا (۱۹۵۶–۱۹۹۲)"
- "باشگاه سئوتا اتلتیکو (۱۹۹۲–۱۹۹۴)"
- "باشگاه اتلتیکو د سئوتا (۱۹۹۴–۲۰۱۲)"
- "انجمن ورزشی اتلتیکو د سئوتا (۲۰۱۲–۱۳)"
- "باشگاه فوتبال دپورتیوا سئوتا (۲۰۱۳–اکنون)"